# 通古斯卡市镇
通古斯卡市镇（俄语：Тунгусское муниципальное образование）是俄罗斯联邦伊尔库茨克州切列姆霍沃区所属的一个市镇。其下辖有个居民点，行政中心为通古斯卡。据2016年统计，该市镇的人口为365人。